# Connecteur coaxial d'alimentation
 (mai 2021).
Si vous disposez d'ouvrages ou d'articles de référence ou si vous connaissez des sites web de qualité traitant du thème abordé ici, merci de compléter l'article en donnant les références utiles à sa vérifiabilité et en les liant à la section « Notes et références ».

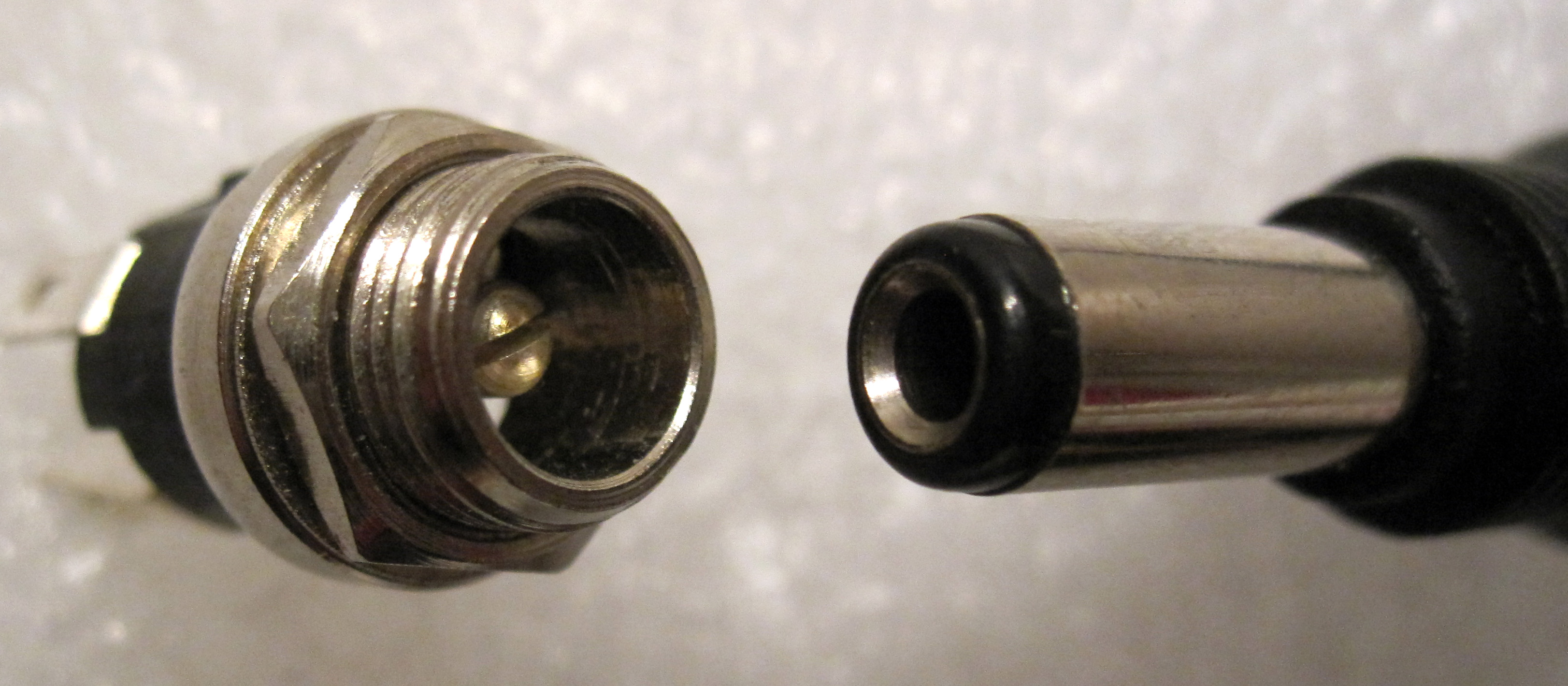
Exemple d'un couple de connecteurs coaxiaux de puissance.

Un connecteur coaxial est un connecteur électrique dont les deux éléments de connexion sont placés l'un autour de l'autre.
Il peut s’agir d'un connecteur électrique transmettant un courant continu ou alternatif de puissance, on parle alors de connecteur d'alimentation.
Il peut aussi être un connecteur qui, en liaison avec un câble coaxial, transmet un signal haute ou basse fréquence on parle alors de connecteur coaxial radiofréquence.
Ce type de connecteur peut être nommé à l'anglaise "Barrel Jack", ou en Français "Prise Baril", ou encore "Jack Cylindrique", ce qui peut rendre difficile les recherches sur internet.

## Description
Les connecteurs coaxiaux d'alimentation sont utilisés sur les appareils grand public ou professionnel. Ils sont classés selon leurs diamètres externes et internes. On trouve par exemple un connecteur 5,5 mm de diamètre extérieur et 2,5 mm de diamètre intérieur pour l'alimentation en 12 volt de différentes box internet. La prise Jack est un type de connecteur coaxial.

### Standards
Il existe plusieurs normes, fournies par des organismes tels que la CEI, JEITA ou DIN en Allemagne.

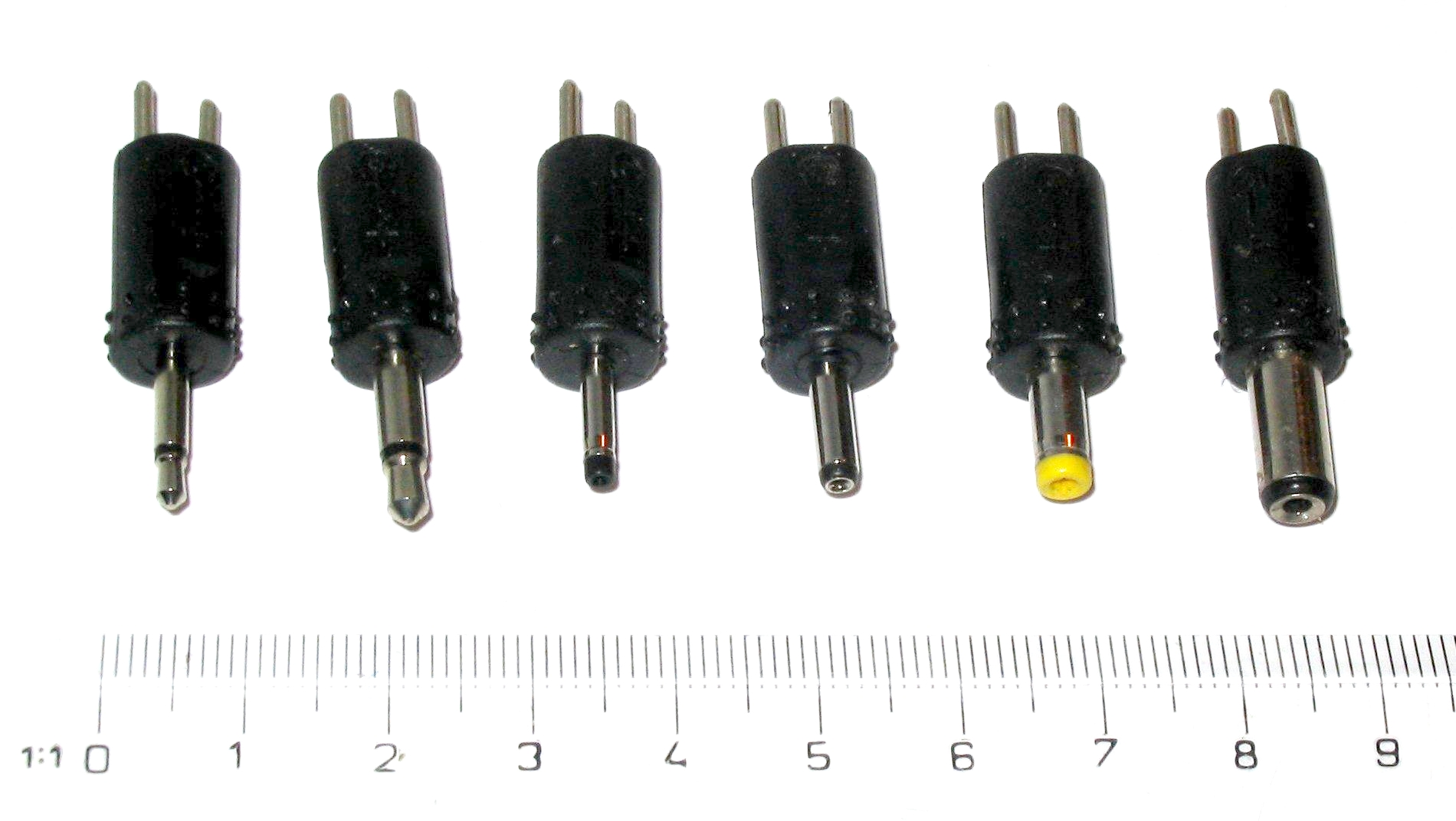
Différents types de connecteurs coaxiaux.

#### CEI 60130-10
La norme internationale CEI 60130-10:1971 définit les connecteurs d'alimentation à courant continu :
- Type A : 5,5 mm de diamètre extérieur, 2,1 mm de diamètre intérieur (avec verrouillage à vis en option).
- Type A : 5,5 mm de diamètre extérieur, 2,5 mm de diamètre intérieur (avec verrouillage à vis en option).
- Type B : 6,0 mm de diamètre extérieur, 2,1 mm de diamètre intérieur.
- Type B : 6,0 mm de diamètre extérieur, 2,5 mm de diamètre intérieur.
- Type C : 3,8 mm de diamètre extérieur, 1,1 mm de diamètre intérieur.
- Type D : 6,3 mm de diamètre extérieur, 3,1 mm de diamètre intérieur.
- Type E : 3,4 mm de diamètre extérieur, 1,3 mm de diamètre intérieur.

#### DIN 45323
L'organisation nationale allemande de normalisation a publié en 1982 la norme DIN 45323 qui est désormais obsolète. Cette norme définit les tailles des fiches et des prises d'alimentation à courant continu.

#### EIAJ RC-5320A[3]
L'organisation professionnelle japonaise JEITA a publié l'EIAJ RC-5320A,, qui définit les tailles de fiches et de prises correspondantes. Chacune de ces fiches est utilisée avec une plage de tension spécifiée.

## Voir également
- Câble coaxial
- Connecteur fibre optique